# 1/24スケール

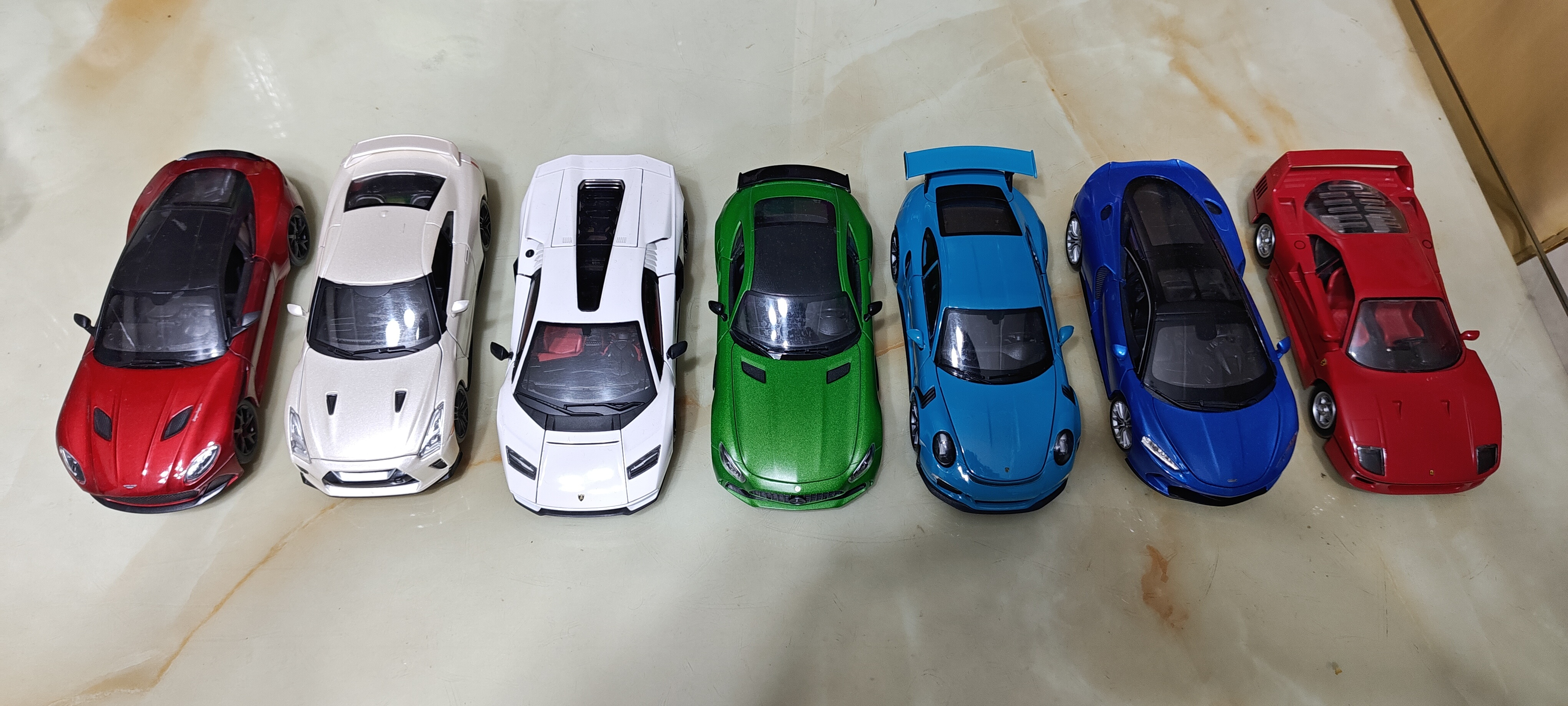
1/24の自動車模型

1/24スケールは、模型で用いられる縮尺の1つである。主に、自動車などの模型に使用される。

## 概要
1/24スケールは、1フィート(304.8mm)を1/2インチ(14.7mm)に縮小する縮尺であり、1/2インチスケールと呼ばれる場合もある。主に自動車の模型に使用され、プラモデル、ミニカー、スロットカーなどがこのスケールで多数作られている。また、鉄道模型の2番ゲージおよびGゲージとスケールが近いため、1/24スケールの自動車をGゲージのレイアウトに組み込むことも多く、鉄道車両自体を1/24スケールで製作しているメーカーもある。他に、航空機、軍用車両、SFのジャンルでもプラモデルが存在する。アメリカのプラモデルメーカーでは、自動車の模型は1/25スケールで製品化することも多い。

## プラモデル

### 自動車
自動車のプラモデルでは、早い時期から1/24スケールが標準的なスケールとなっており、世界各国のメーカーからキットが発売されている。日本でも1960年代の前半に既に複数のメーカーが1/24スケールの自動車を発売しており、それ以降現在に至るまで多くのメーカーが多くのキットを発売している。製品化されているのは乗用車やレーシングカーが中心であるが、イタレリが発売していた「トレーラー・トラックシリーズ」のように、大型車のプラモデルも存在する。自動車用のアクセサリーとしてフィギュアも発売されている。オートバイでは、エレールからMotoGPのバイクが数点キット化されている。

### 航空機
1/24スケールで航空機を製品化しているメーカーは少ない。最初に1/24スケールの飛行機を発売したのはイギリスのエアフィックスで、1960年代末に最初のキットとしてスピットファイアMk.Iaを発売してから、2012年現在までに15点ほどを製品化している。その多くは第二次世界大戦時の戦闘機であるが、モスキートのような双発機や、ハリアーシリーズのようなジェット機も含まれている。1970年代初めに、バンダイからも零戦など4点が発売されたが、その後長らく1/24スケールを開発するメーカーは現れなかった。2000年代初めになって中国のトランペッターが1/24スケール航空機の製品化をP-51D マスタングから開始し、2015年現在までに第二次世界大戦時の戦闘機を中心に20点ほどを発売している。エアフィックスからも2014年にはホーカー タイフーンが新規金型で発売された。またレベルは1960年代後半にジェミニ宇宙船とボストーク宇宙船を1/24スケールで製品化している。

### ミリタリーモデル
ジープ、キューベルワーゲンなどの比較的小型の軍用車両が、その民間型と共に1/24スケールで製品化されることもある。戦車が製品化されることは少なく、日本では今井科学やバンダイから少数が発売されていた。2000年代に、タスカモデリスモから1/24ドイツ軍II号戦車とドイツ軍サイドカーが発売された。日本国外のメーカーから戦車の模型は、アメリカITC製のT92軽戦車など極僅かしか発売されていない。

### キャラクターモデル
1980年代にタカラから『装甲騎兵ボトムズ』のアーマードトルーパー、グンゼ産業から『特装機兵ドルバック』のパワードアーマー、バンダイから『聖戦士ダンバイン』のダンバインや『銀河漂流バイファム』のウェア・パペットなどが1/24スケールで発売されている。また、1970年代に日東科学が発売した『サーキットの狼』シリーズのように自動車モデルをベースにしたキャラクターモデルも多い。アオシマの新世紀GPXサイバーフォーミュラシリーズのレーシングカーは1/24スケールで発売されている。エアフィックスからは、『007は二度死ぬ』に登場したオートジャイロが1/24スケールで発売されている。